# Olympische Sommerspiele 1972/Teilnehmer (Japan)
| Gelbes Symbol für Goldmedaillen mit stilisierten Olympischen Ringen | Graues Symbol für Silbermedaillen mit stilisierten Olympischen Ringen | Braundes Symbol für Bronzemedaillen mit stilisierten Olympischen Ringen |
| ------------------------------------------------------------------- | --------------------------------------------------------------------- | ----------------------------------------------------------------------- |
| 13                                                                  | 8                                                                     | 8                                                                       |

Japan nahm an den Olympischen Sommerspielen 1972 in München mit einer Delegation von 184 Athleten (148 Männer und 36 Frauen) an 113 Wettkämpfen in 21 Sportarten teil. Fahnenträger bei der Eröffnungsfeier war der Judoka Masatoshi Shinomaki.

## Teilnehmer nach Sportarten

### Basketball
Männer
- 14. Platz

- Kader
Shigeaki Abe
Nobuo Chigusa
Nobuo Hattori
Satoshi Mori
Hirofumi Numata
Kazufumi Sakai
Kenji Soda
Atsushi Somatomo
Katsuhiko Sugita
Masatomo Taniguchi
Kunihiko Yokoyama
Mineo Yoshikawa

### Bogenschießen
| Männer - Hiroshi Kajikawa Einzel: 19. Platz - Seiji Hibino Einzel: 29. Platz - Shinji Nakamoto Einzel: 38. Platz | Frauen - Yoshiko Akiyama Einzel: 17. Platz |

### Boxen
Männer
- Yoshimitsu Aragaki
Halbfliegengewicht: 1. Runde

- Fujio Nagai
Fliegengewicht: 2. Runde

- Kazuo Kobayashi
Federgewicht: Viertelfinale

- Kyoji Shinohara
Halbweltergewicht: Viertelfinale

### Fechten
Männer
- Hiroshi Nakajima
Florett, Einzel: Viertelfinale
Florett, Mannschaft: 6. Platz

- Ichiro Serizawa
Florett, Einzel: Viertelfinale
Florett, Mannschaft: 6. Platz

- Kiyoshi Uehara
Florett, Einzel: Viertelfinale
Florett, Mannschaft: 6. Platz

- Masaya Fukuda
Florett, Mannschaft: 6. Platz

- Shiro Maruyama
Florett, Mannschaft: 6. Platz

### Gewichtheben
Männer
- Tetsuhide Sasaki
Fliegengewicht: 4. Platz

- Kyujiro Saito
Fliegengewicht: 12. Platz

- Hiroshi Ono
Bantamgewicht: 7. Platz

- Koji Miki
Bantamgewicht: 10. Platz

- Yoshinobu Miyake
Federgewicht: 4. Platz

- Kenkichi Andō
Federgewicht: DNF

- Masao Kato
Leichtgewicht: 8. Platz

- Yusaku Ono
Leichtgewicht: 10. Platz

- Ryoichi Goto
Mittelschwergewicht: DNF

### Handball
Männer
- 11. Platz

- Kader
Shuji Arinaga
Katsuhiko Chikamori
Kiyotaka Hayakawa
Hiroshi Honda
Masayuki Hyokai
Nobuyuki Iida
Minoru Kino
Takezo Nakai
Toshio Niimi
Kiyoshi Noda
Kenichi Sasaki
Toshihiko Shimosato

### Judo
Männer
- Takao Kawaguchi
Leichtgewicht: Gold

- Toyokazu Nomura
Halbmittelgewicht: Gold

- Shinobu Sekine
Mittelgewicht: Gold

- Fumio Sasahara
Halbschwergewicht: 13. Platz

- Motoki Nishimura
Schwergewicht: Bronze

- Masatoshi Shinomaki
Offene Klasse: 11. Platz

### Kanu
Männer
- Tadamasa Satō
Kajak-Einer, 1000 Meter: Hoffnungslauf

- Shoken Okada
Kajak-Einer, Slalom: 36. Platz

- Tetsumasa Yamaguchi
Canadier-Einer, 1000 Meter: Hoffnungslauf

- Mitsuhide Hata & Mitsuo Nakanishi
Canadier-Zweier, 1000 Meter: Hoffnungslauf

### Leichtathletik
| Männer - Kosei Gushiken Dreisprung: 14. Platz in der Qualifikation - Toshiaki Inoue Dreisprung: 12. Platz - Yoshihisa Ishida Hammerwurf: 25. Platz in der Qualifikation - Takayoshi Kawagoe Weitsprung: 28. Platz in der Qualifikation - Kenji Kimihara Marathon: 5. Platz - Takaharu Koyama 5000 Meter: Vorläufe 3000 Meter Hindernis: 9. Platz - Yukito Muraki Dreisprung: 26. Platz in der Qualifikation - Shigenobu Murofushi Hammerwurf: 8. Platz - Keisuke Sawaki 5000 Meter: Vorläufe 10.000 Meter: Vorläufe - Takeo Sugawara Hammerwurf: 20. Platz - Kuniyoshi Sugioka Hochsprung: 31. Platz in der Qualifikation - Akira Takeuchi 3000 Meter Hindernis: Vorläufe - Hidehiko Tomizawa Hochsprung: 19. Platz - Yoshiharu Tomonaga 400 Meter: Viertelfinale - Yoshiaki Unetani Marathon: 36. Platz - Akio Usami 10.000 Meter: Vorläufe Marathon: 12. Platz | Frauen - Michiyo Inaoka Hochsprung: 33. Platz in der Qualifikation - Mihoko Yama Hochsprung: 35. Platz in der Qualifikation - Hiroko Yamashita Weitsprung: 21. Platz in der Qualifikation |

### Moderner Fünfkampf
Männer
- Masaru Sakano
Einzel: 31. Platz
Mannschaft: 13. Platz

- Yuso Makihira
Einzel: 33. Platz
Mannschaft: 13. Platz

- Akira Kubo
Einzel: 49. Platz
Mannschaft: 13. Platz

### Radsport
Männer
- Yoshikazu Chō
Sprint: 4. Runde
Tandemsprint: DNF/2. Runde

- Takafumi Matsuda
1000 Meter Zeitfahren: 20. Platz

- Yaichi Numata
Sprint: 2. Runde
Tandemsprint: DNF/2. Runde

### Reiten
- Kikuko Inoue
Dressur, Einzel: 32. Platz

- Tsunekazu Takeda
Springen, Einzel: 42. Platz
Springen, Mannschaft: 16. Platz

- Masayasu Sugitani
Springen, Einzel: 43. Platz
Springen, Mannschaft: 16. Platz

- Tadashi Fukushima
Springen, Einzel: 43. Platz
Springen, Mannschaft: 16. Platz

- Teruchiyo Takamiya
Springen, Mannschaft: 16. Platz

### Ringen
Männer
- Kazuharu Ishida
Halbfliegengewicht, griechisch-römisch: 5. Platz

- Koichiro Hirayama
Fliegengewicht, griechisch-römisch: Silber

- Ikuei Yamamoto
Bantamgewicht, griechisch-römisch: 7. Platz

- Hideo Fujimoto
Federgewicht, griechisch-römisch: 4. Platz

- Takashi Tanoue
Leichtgewicht, griechisch-römisch: 5. Platz

- Jiichiro Date
Weltergewicht, griechisch-römisch: 3. Runde

- Sadao Satō
Mittelgewicht, griechisch-römisch: 3. Runde

- Kimuchi Tani
Halbschwergewicht, griechisch-römisch: 4. Runde

- Makoto Saito
Schwergewicht, griechisch-römisch: 2. Runde

- Tomomi Tsuruta
Superschwergewicht, griechisch-römisch: 2. Runde

- Masahiko Umeda
Halbfliegengewicht, Freistil: 6. Platz

- Kiyomi Katō
Fliegengewicht, Freistil: Gold

- Hideaki Yanagida
Bantamgewicht, Freistil: Gold

- Kiyoshi Abe
Federgewicht, Freistil: 4. Platz

- Kikuo Wada
Leichtgewicht, Freistil: Silber

- Toshitada Yoshida
Weltergewicht, Freistil: Rückzug vor 3. Runde

- Tatsuo Sasaki
Mittelgewicht, Freistil: 5. Platz

- Makoto Kamada
Halbschwergewicht, Freistil: 2. Runde

- Shizuo Yada
Schwergewicht, Freistil: 2. Runde

- Yorihide Isogai
Superschwergewicht, Freistil: 3. Runde

### Rudern
Männer
- Hideo Okamoto
Einer: Hoffnungslauf

- Tsugio Itō & Yoshio Minato
Doppelzweier: Hoffnungslauf

### Schießen
- Minoru Itō
Kleinkaliber, Dreistellungskampf: 41. Platz
Kleinkaliber, liegend: 59. Platz

- Takeo Kamachi
Schnellfeuerpistole: 33. Platz

- Kanji Kubo
Schnellfeuerpistole: 30. Platz

- Takeshi Sugita
Kleinkaliber, liegend: 82. Platz

- Shigetoshi Tashiro
Freie Pistole: 22. Platz

- Yoshihisa Yoshikawa
Freie Pistole: 25. Platz

### Schwimmen
| Männer - Tadashi Honda 100 Meter Rücken: 8. Platz 200 Meter Rücken: Vorläufe 4 × 100 Meter Lagen: 6. Platz - Yasuhiro Komazaki 100 Meter Schmetterling: Vorläufe 200 Meter Schmetterling: Vorläufe 4 × 100 Meter Lagen: 6. Platz - Jiro Sasaki 200 Meter Lagen: Vorläufe 400 Meter Lagen: Vorläufe 4 × 100 Meter Lagen: 6. Platz - Nobutaka Taguchi 100 Meter Brust: Gold 200 Meter Brust: Bronze 4 × 100 Meter Lagen: 6. Platz | Frauen - Mayumi Aoki 100 Meter Schmetterling: Bronze 200 Meter Schmetterling: 8. Platz 4 × 100 Meter Lagen: 6. Platz - Noriko Asano 100 Meter Schmetterling: 8. Platz 200 Meter Schmetterling: 5. Platz - Kazu Fujimura 100 Meter Rücken: Vorläufe 200 Meter Rücken: Vorläufe - Eiko Goshi 4 × 100 Meter Freistil: Vorläufe - Kikuyo Ishii 100 Meter Rücken: Vorläufe 200 Meter Rücken: Vorläufe - Shigeko Kawanishi 100 Meter Freistil: Vorläufe 4 × 100 Meter Freistil: Vorläufe - Suzuko Matsumura 200 Meter Rücken: Vorläufe 4 × 100 Meter Lagen: 6. Platz - Yoshimi Nishigawa 4 × 100 Meter Freistil: Vorläufe 200 Meter Lagen: 7. Platz 4 × 100 Meter Lagen: 6. Platz - Chieno Shibata 200 Meter Brust: Vorläufe - Yukari Takemoto 4 × 100 Meter Freistil: Vorläufe 200 Meter Lagen: Vorläufe 400 Meter Lagen: 7. Platz - Yoko Yamamoto 100 Meter Brust: Vorläufe 200 Meter Brust: Vorläufe 4 × 100 Meter Lagen: 6. Platz |

### Segeln
- Kazuoki Matsuyama
Finn-Dinghy: 27. Platz

- Akira Yamamura & Takashi Yamamura
Flying Dutchman: 19. Platz

### Turnen
| Männer - Shigeru Kasamatsu Einzelmehrkampf: 5. Platz Mannschaftsmehrkampf: Gold Boden: Bronze Pferd: 6. Platz in der Qualifikation Barren: Silber Reck: Bronze Ringe: 12. Platz in der Qualifikation Seitpferd: 4. Platz - Sawao Kato Einzelmehrkampf: Gold Mannschaftsmehrkampf: Gold Boden: 6. Platz Pferd: 4. Platz Barren: Gold Reck: Silber Ringe: 4. Platz Seitpferd: Silber - Eizō Kenmotsu Einzelmehrkampf: Silber Mannschaftsmehrkampf: Gold Boden: 4. Platz Pferd: 4. Platz Barren: Bronze Reck: 4. Platz Ringe: 5. Platz Seitpferd: Bronze - Akinori Nakayama Einzelmehrkampf: Bronze Mannschaftsmehrkampf: Gold Boden: Silber Pferd: 12. Platz in der Qualifikation Barren: 5. Platz Reck: 5. Platz Ringe: Gold Seitpferd: 6. Platz in der Qualifikation - Teruichi Okamura Einzelmehrkampf: 11. Platz Mannschaftsmehrkampf: Gold Boden: 12. Platz in der Qualifikation Pferd: 54. Platz in der Qualifikation Barren: 14. Platz in der Qualifikation Reck: 10. Platz in der Qualifikation Ringe: 9. Platz in der Qualifikation Seitpferd: 29. Platz in der Qualifikation - Mitsuo Tsukahara Einzelmehrkampf: 8. Platz Mannschaftsmehrkampf: Gold Boden: 8. Platz in der Qualifikation Pferd: 71. Platz in der Qualifikation Barren: 11. Platz in der Qualifikation Reck: Gold Ringe: Bronze Seitpferd: 34. Platz in der Qualifikation | Frauen - Kazue Hanyu Einzelmehrkampf: 43. Platz in der Qualifikation Mannschaftsmehrkampf: 7. Platz Boden: 62. Platz in der Qualifikation Pferd: 46. Platz in der Qualifikation Stufenbarren: 49. Platz in der Qualifikation Schwebebalken: 30. Platz in der Qualifikation - Takako Hasegawa Einzelmehrkampf: 35. Platz Mannschaftsmehrkampf: 7. Platz Boden: 33. Platz in der Qualifikation Pferd: 37. Platz in der Qualifikation Stufenbarren: 22. Platz in der Qualifikation Schwebebalken: 37. Platz in der Qualifikation - Kayoko Hashiguchi-Saka Einzelmehrkampf: 40. Platz in der Qualifikation Mannschaftsmehrkampf: 7. Platz Boden: 38. Platz in der Qualifikation Pferd: 69. Platz in der Qualifikation Stufenbarren: 36. Platz in der Qualifikation Schwebebalken: 17. Platz in der Qualifikation - Eiko Hirashima Einzelmehrkampf: 25. Platz Mannschaftsmehrkampf: 7. Platz Boden: 62. Platz in der Qualifikation Pferd: 44. Platz in der Qualifikation Stufenbarren: 22. Platz in der Qualifikation Schwebebalken: 25. Platz in der Qualifikation - Miyuki Matsuhisa-Hironaka Einzelmehrkampf: 20. Platz Mannschaftsmehrkampf: 7. Platz Boden: 28. Platz in der Qualifikation Pferd: 37. Platz in der Qualifikation Stufenbarren: 14. Platz in der Qualifikation Schwebebalken: 32. Platz in der Qualifikation - Toshiko Miyamoto Einzelmehrkampf: 60. Platz in der Qualifikation Mannschaftsmehrkampf: 7. Platz Boden: 74. Platz in der Qualifikation Pferd: 75. Platz in der Qualifikation Stufenbarren: 49. Platz in der Qualifikation Schwebebalken: 64. Platz in der Qualifikation |

### Volleyball
| Männer - Gold - Kader Yoshihide Fukao Kenji Kimura Masayuki Minami Jungo Morita Yūzo Nakamura Katsutoshi Nekoda Tetsuo Nishimoto Yasuhiro Noguchi Seiji Ōko Tetsuo Satō Kenji Shimaoka Tadayoshi Yokota | Frauen - Silber - Kader Makiko Furukawa Keiko Hama Takako Iida Toyoko Iwahara Katsumi Matsumura Sumie Oinuma Mariko Okamoto Seiko Shimakage Michiko Shiokawa Takako Shirai Noriko Yamashita Yaeko Yamazaki |

### Wasserball
Männer
- 15. Platz

- Kader
Toru Arase
Hiroshi Hashimoto
Tatsuo Jihira
Takashi Kimura
Hirokatsu Kuwayama
Naoto Minegishi
Kōji Nakano
Yukiharu Oshita
Toshio Takahashi
Shuzo Yajima
Yoshihiro Yasumi

### Wasserspringen
| Männer - Junji Yuasa Kunstspringen: 24. Platz in der Qualifikation Turmspringen: 19. Platz in der Qualifikation | Frauen - Taeko Kubo Kunstspringen: 24. Platz in der Qualifikation - Keiko Osaki-Otsubo Turmspringen: 23. Platz in der Qualifikation |